# En säck äpplen
En säck äpplen (ryska: Мешок яблок, Mesjok jablok) är en sovjetisk animerad kortfilm från 1974, regisserad av animatören Vitold Bordzilovskij och skriven av Vladimir Sutejev.

## Handling
En dag hittar en hare en säck med äpplen. Glad över att kunna hjälpa sina vänner ger han bort äpplena till invånarna i skogen. De tacksamma djuren förser haren med honung, nötter och svamp; helt naturligt, eftersom vänlighet och generositet alltid belönas.

## Rollista
- Boris Andrejev — björn
- Georgij Vitsin — hare
- Anatolij Papanov — varg
- Boris Vladimirov — kråka
- Lidija Katajeva — kanin
- Boris Runge — igelkott
- Tamara Dmitrijeva — ekorrar / harar
- Gottlieb Roninson — mullvad

## Filmteam
- Manusförfattare — Vladimir Sutejev
- Regissör — Vitold Bordzilovskij
- Scenograf — Vladimir Arbekov
- Kompositör — Michail Ziv
- Kameraman — Michail Drujan
- Ljudtekniker — Vladimir Kutuzov
- Animatörer — Anatolij Abarenov, Alexander Davydov, Ivan Davydov, Fjodor Jeldinov, Oleg Komarov, Iosif Kurojan, Nikolaj Kukolev, Viktor Lichatjev, Olga Orlova, Tatiana Pomerantseva, Oleg Safronov
- Dekoratör — Dmitrij Anpilov
- Klippare — Galina Smirnova
- Assistenter — Zinaida Plechanova, N. Najasjkova
- Redaktör — Pjotr Frolov
- Producent — Ljubov Butyrina

## Videoupplagor
Filmen har släppts på DVD i Ryssland av Krupnyj Plan. Vid inspelning återställdes bild och ljud digitalt. Den tecknade kortfilmen har upprepade gånger getts ut på DVD i samlingarna "Skazki dlja malysjej. V. Sutejev" (samling tecknade filmer baserade på V. Sutejevs sagor), Sojuzmultfilm, distributör: Sojuz.